# Marco Andretti
Marco Michael Andretti (Nazareth, 13 marzo 1987) è un pilota automobilistico statunitense, che partecipa al campionato della IndyCar.

## Biografia
È figlio di Michael Andretti e nipote di Mario Andretti.
Attualmente corre in IndyCar con la macchina numero 98 del team Andretti Herta Autosport.

## Carriera
Ha debuttato nel campionato 2006 disputando 14 gare e vincendone una. In carriera ha conquistato 6 pole position e 2 vittorie tra cui quella del 26 giugno 2011 dove ha vinto il gran premio dell'Iowa tagliando il traguardo prima di Tony Kanaan. Nel 2006 e 2007 ha effettuato dei test in Formula 1 e tra il 2008 e il 2009 ha preso parte anche a gare dell'A1 Grand Prix e American Le Mans Series.

## Risultati Sportivi

### 2005
Marco Andretti inizia la sua carriera automobilistica nel 2005 correndo con il team Andretti Green Racing nella Indy Lights, la formula propedeutica della IndyCar Series. Partecipò a 6 delle 14 gare in programma vincendone 3 e chiudendo la stagione al 10º posto.

### 2006
Inizia la sua carriera da rookie il 26 marzo 2006 debuttando col team Andretti Green Racing nel gran premio a Homestead-Miami Speedway chiudendo la gara al 15º posto. Chiude la stagione al 7º posto vincendo la sua prima gara in carriera nel gran premio GoPro Grand Prix di Sonoma. nello stesso anno per la prima volta siede nell'abitacolo di un'auto di Formula 1 per un test sul circuito di Jerez in Spagna. Dichiarerà di non voler correre però in Formula 1 almeno finché non avrà vinto la 500 Miglia di Indianapolis.

### 2007
La stagione è stata una delle meno brillanti per il pilota riuscendo a concludere solamente 7 gare e concludendo la stagione all'11º posto. Anche nel 2007 effettuerà dei test di Formula 1 nel circuito di Jerez il 7 e l'8 febbraio.

### 2008

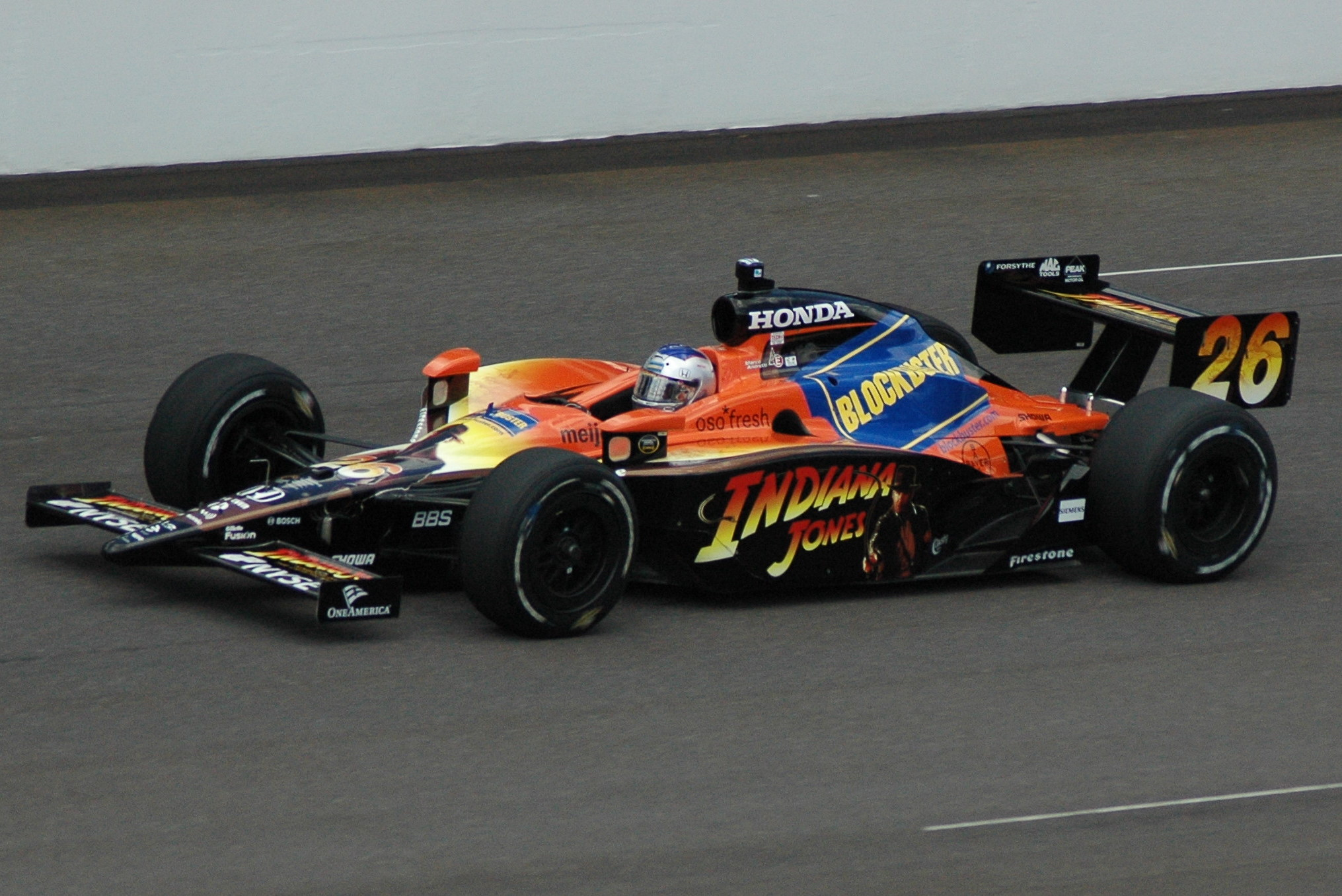
Marco Andretti alla 500 Miglia di Indianapolis 2008

Marco Andretti corse la sua prima gara in notturna a Homestead-Miami, terminando al 2º posto dietro a Scott Dixon, guadagnando così 40 punti. Questa rimarrà la migliore prestazione dell'intera stagione nella quale riuscirà per 3 volte a concludere al terzo posto come nella 500 Miglia di Indianapolis vinta da Scott Dixon. Termina la stagione al 7º posto. Quest'anno partecipa anche a tre gare del campionato American Le Mans Series tra cui la 12 Ore di Sebring. Lo stesso anno e in parte nel 2009 partecipa col A1 Team USA al fianco di Charlie Kimball, anche al campionato A1 Grand Prix correndo in 10 gare sulle 14 in programma e chiudendo all'11º posto della classifica generale.

### 2009
In questa stagione non va oltre il 4º posto ottenuto nel Gran premio del Texas concludendo la stagione all'8º posto.

### 2010
Nel 2010 il team col quale corre si trasforma in Andretti Autosport. La stagione non è stata una delle migliori ottenendo solamente 3 terzi posti concludendo la stagione agonistica all'8º posto. Alla 500 miglia di Indianapolis arriva terzo dietro a Dan Wheldon e il vincitore Dario Franchitti. Lo stesso anno prende parte per la prima volta alla 24 Ore di Le Mans nel team Rebellion Racing al fianco del francese Nicolas Prost e dello svizzero Neel Jani.

### 2011
Un'altra stagione conclusa all'8º posto per Marco che all'Iowa Corn Indy 250 corso il 25 giugno vince il suo secondo gran premio in carriera.

### 2012
Stagione disastrosa per Marco Andretti che concluderà in classifica solo al 16º posto. Da quest'anno vengono introdotti i nuovi telai Dallara DW12 e la sua monoposto monterà motore Chevrolet in sostituzione di quello Honda.

#### IndyCar Series
| Anno | Squadra               | Telaio       | Motore    | 1      | 2      | 3      | 4       | 5       | 6       | 7      | 8      | 9      | 10     | 11     | 12     | 13     | 14     | 15     | 16     | 17     | 18    | 19     | Posizione | Punti |
| ---- | --------------------- | ------------ | --------- | ------ | ------ | ------ | ------- | ------- | ------- | ------ | ------ | ------ | ------ | ------ | ------ | ------ | ------ | ------ | ------ | ------ | ----- | ------ | --------- | ----- |
| 2006 | Andretti Green Racing | Dallara      | Honda     | HMS 15 | STP 15 | MOT 12 | INDY 2  | WGL 16  | TEX 14  | RIR 4  | KAN 9  | NSH 8  | MIL 5  | MIS 8  | KTY 17 | SNM 1  | CHI 18 |        |        |        |       |        | 7º        | 325   |
| 2007 | Andretti Green Racing | Dallara      | Honda     | HMS 20 | STP 4  | MOT 16 | KAN 19  | INDY 24 | MIL 15  | TEX 19 | IOW 2  | RIR 12 | WGL 5  | NSH 5  | MDO 18 | MIS 2  | KTY 4  | SNM 16 | DET 17 | CHI 22 |       |        | 11º       | 350   |
| 2008 | Andretti Green Racing | Dallara      | Honda     | HMS 2  | STP 25 | MOT 18 | LBH DNP | KAN 5   | INDY 3  | MIL 21 | TEX 19 | IOW 3  | RIR 9  | WGL 5  | NSH 24 | MDO 25 | EDM 17 | KTY 3  | SNM 14 | DET 18 | CHI 8 | SRF 13 | 7º        | 363   |
| 2009 | Andretti Green Racing | Dallara      | Honda     | STP 13 | LBH 6  | KAN 6  | INDY 30 | MIL 7   | TEX 4   | IOW 12 | RIR 7  | WGL 5  | TOR 8  | EDM 10 | KTY 10 | MDO 6  | SNM 14 | CHI 11 | MOT 7  | HMS 22 |       |        | 8º        | 380   |
| 2010 | Andretti Autosport    | Dallara      | Honda     | SAO 23 | STP 12 | ALA 5  | LBH 14  | KAN 13  | INDY 3  | TEX 3  | IOW 15 | WGL 13 | TOR 8  | EDM 11 | MDO 9  | SNM 12 | CHI 3  | KTY 6  | MOT 11 | HMS 7  |       |        | 8º        | 392   |
| 2011 | Andretti Autosport    | Dallara      | Honda     | STP 24 | ALA 4  | LBH 26 | SAO 14  | INDY 9  | TEX1 13 | TEX2 6 | MIL 13 | IOW 1  | TOR 4  | EDM 14 | MDO 7  | NHM 24 | SNM 24 | BAL 25 | MOT 3  | KTY 27 | LVS C |        | 8º        | 337   |
| 2012 | Andretti Autosport    | Dallara DW12 | Chevrolet | STP 14 | ALA 11 | LBH 25 | SAO 14  | INDY 24 | DET 11  | TEX 17 | MIL 15 | IOW 2  | TOR 16 | EDM 14 | MDO 8  | SNM 25 | BAL 14 | FON 8  |        |        |       |        | 16º       | 278   |
| 2013 | Andretti Autosport    | Dallara DW12 | Chevrolet | STP 3  | ALA 7  | LBH 7  | SAO 3   | INDY 4  | DET1 20 | DET2 6 | TEX 5  | MIL 20 | IOW 9  | POC 10 | TOR1 4 | TOR2 9 | MDO 9  | SNM 4  | BAL 10 | HOU1   | HOU2  | FON    | 4º*       | 430*  |

* Sessione in corso.

#### Formula E
| Anno    | Squadra            | Vettura               | 1   | 2   | 3   | 4      | 5   | 6   | 7   | 8   | 9   | 10  | 11  | Pos. | Punti |
| ------- | ------------------ | --------------------- | --- | --- | --- | ------ | --- | --- | --- | --- | --- | --- | --- | ---- | ----- |
| 2014-15 | Andretti Autosport | Spark-Renault SRT 01E | PEC | PUT | PDE | BNA 12 | MIA | LBH | MON | BER | MOS | LON | LON | 30º  | 0     |